# Drávafok
Drávafok è un comune dell'Ungheria di 545 abitanti (dati 2008) situato nella contea di Baranya, nella regione Transdanubio Meridionale.